# Very Long Baseline Array
Le Very Long Baseline Array (traduisible par le réseau à très longue ligne de base) est un réseau américain de radiotélescopes astronomiques fonctionnant dans le domaine 330 MHz à 86 GHz, pour faire de l'interférométrie à très longue base. Le VLBA comprend 10 antennes de 25 mètres chacune, et couvrant le territoire américain depuis Sainte-Croix dans les Îles Vierges, situées dans les Antilles et le Mauna Kea sur l'île d'Hawaï dans l'océan Pacifique. Le centre des opérations se trouve à Socorro au Nouveau-Mexique (États-Unis).

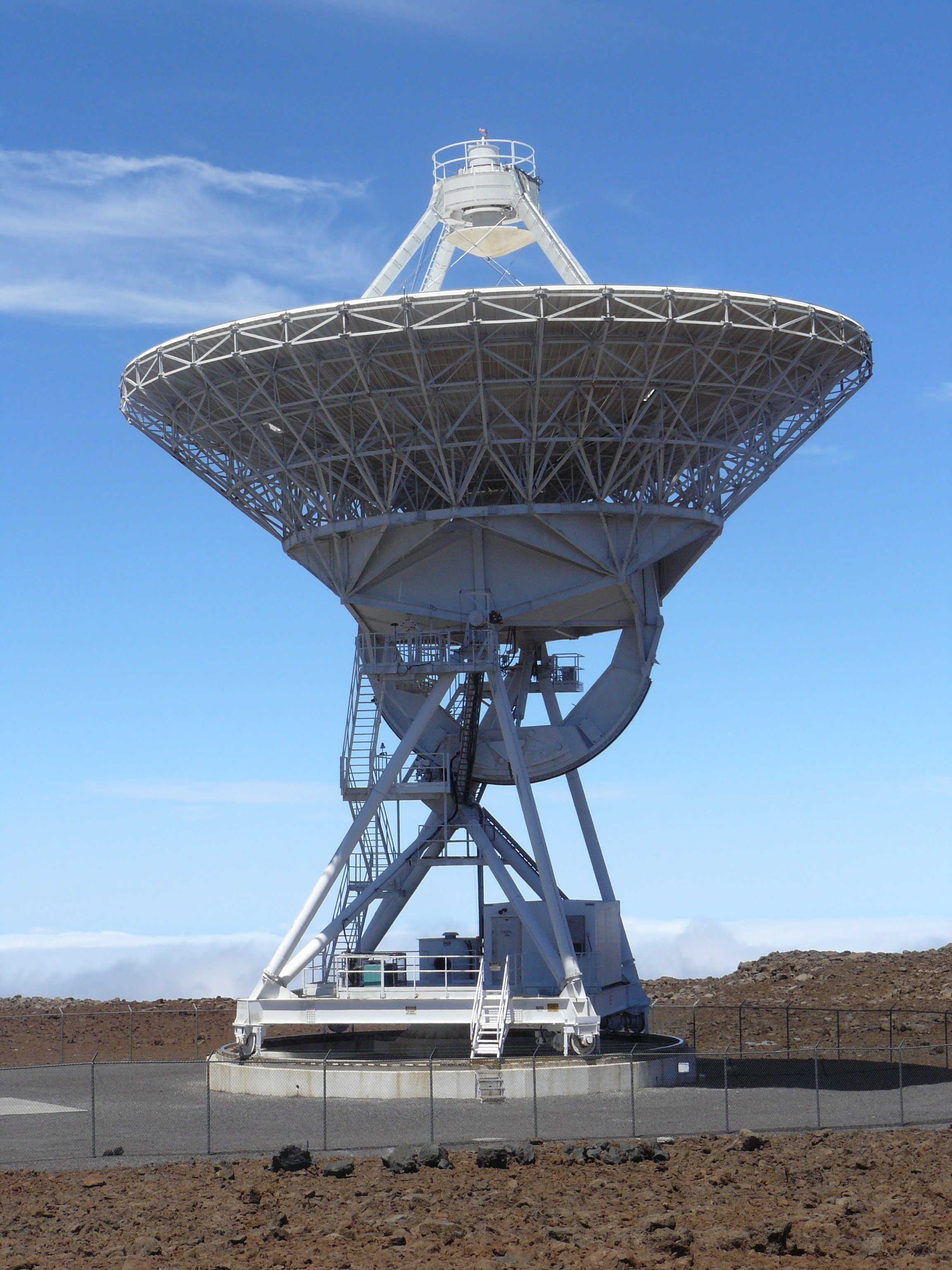
Antenne du VLBA sur le flanc du Mauna Kea.

## Liste des antennes
| Toponyme | État ou territoire       | Coordonnées géographiques     | Géolocalisation des antennes                                                                                              |
| --- | ------------------------ | ----------------------------- | --- |
| Sainte-Croix | Îles Vierges américaines | 17° 45′ 23″ N, 64° 35′ 02″ O  | \| Hancock North Liberty Fort Davis Los Alamos Pie Town Observatoire de Kitt Peak Vallée de l'Owens Brewster Mauna Kea \| |
| Hancock | New Hampshire            | 42° 56′ 01″ N, 71° 59′ 13″ O  | \| Hancock North Liberty Fort Davis Los Alamos Pie Town Observatoire de Kitt Peak Vallée de l'Owens Brewster Mauna Kea \| |
| North Liberty | Iowa                     | 41° 46′ 18″ N, 91° 34′ 26″ O  | \| Hancock North Liberty Fort Davis Los Alamos Pie Town Observatoire de Kitt Peak Vallée de l'Owens Brewster Mauna Kea \| |
| Fort Davis | Texas                    | 30° 38′ 07″ N, 103° 56′ 41″ O | \| Hancock North Liberty Fort Davis Los Alamos Pie Town Observatoire de Kitt Peak Vallée de l'Owens Brewster Mauna Kea \| |
| Los Alamos | Nouveau-Mexique          | 35° 46′ 30″ N, 106° 14′ 44″ O | \| Hancock North Liberty Fort Davis Los Alamos Pie Town Observatoire de Kitt Peak Vallée de l'Owens Brewster Mauna Kea \| |
| Pie Town | Nouveau-Mexique          | 34° 18′ 04″ N, 108° 07′ 09″ O | \| Hancock North Liberty Fort Davis Los Alamos Pie Town Observatoire de Kitt Peak Vallée de l'Owens Brewster Mauna Kea \| |
| Kitt Peak | Arizona                  | 31° 57′ 23″ N, 111° 36′ 42″ O | \| Hancock North Liberty Fort Davis Los Alamos Pie Town Observatoire de Kitt Peak Vallée de l'Owens Brewster Mauna Kea \| |
| Vallée de l'Owens                                                                                                   | Californie               | 37° 13′ 54″ N, 118° 16′ 38″ O | \| Hancock North Liberty Fort Davis Los Alamos Pie Town Observatoire de Kitt Peak Vallée de l'Owens Brewster Mauna Kea \| |
| Brewster | Washington               | 48° 07′ 52″ N, 119° 41′ 00″ O | \| Hancock North Liberty Fort Davis Los Alamos Pie Town Observatoire de Kitt Peak Vallée de l'Owens Brewster Mauna Kea \| |
| Mauna Kea | Hawaï                    | 19° 48′ 06″ N, 155° 27′ 21″ O | \| Hancock North Liberty Fort Davis Los Alamos Pie Town Observatoire de Kitt Peak Vallée de l'Owens Brewster Mauna Kea \| |
| Hancock North Liberty Fort Davis Los Alamos Pie Town Observatoire de Kitt Peak Vallée de l'Owens Brewster Mauna Kea |                          |                               | |